# Gláuber Siqueira
Gláuber Siqueira dos Santos Lima, noto semplicemente come Gláuber (22 maggio 2000), è un calciatore brasiliano naturalizzato emiratino, difensore dell'Al-Nasr.